# Castel d’Azzano
Castel d’Azzano ist eine norditalienische Gemeinde (comune) mit 12.074 Einwohnern (Stand 31. Dezember 2023) in der Provinz Verona in Venetien.

## Geografie
Die Gemeinde liegt etwa 9 Kilometer südwestlich von Verona.
Zu den Ortsteilen (frazioni) gehören Azzano, Beccacivetta, Forette, Rizza, San Martino und Scopella.
Die Nachbargemeinden sind Buttapietra, Verona, Vigasio und Villafranca di Verona.

## Verkehr
Die Gemeinde liegt zwischen den Autostrade A4 und A22. Ein Anschluss besteht nicht. An der Bahnstrecke Verona-Rovigo existierte bis 1986/1987 eine Bahnstation in Castel d’Azzano.